# Beats Electronics
Beats Electronics є американським виробником аудіо продукції та обладнання зі штаб-квартирою в Санта-Моніці, Каліфорнія. Компанія була заснована репером Андре Янгом, який відомий під сценічним ім'ям Dr. Dre. 
Лінійка продуктів Beats в основному орієнтується на навушники і колонки, що випускаються під брендом Beats by Dr. Dre. З 2008 по 2012 рік виробником для усієї продукції Beats була компанія Monster Cable.
В 2012 році NPD Group повідомила, що Beats має ринкову частку в 64 % для навушників ціною вище $100.
В 2013 році компанія Beats Electronics була оцінена в $1 млрд. у вересні 2013 року
У 2014 році компанія представила сервіс онлайн музики Beats Music
У 2010 компанія HTC придбала контрольний пакет акцій у США за  $309 млн., а ще через чотири роки (в травні 2014) компанія Apple повністю придбала Beats Electronics за $3.2 млрд.